# マヌ・ヴニポラ
マヌ・ヴニポラ(Manu Vunipola、2000年5月4日 - ）は、ジャパンラグビーリーグワン三重ホンダヒートに所属するラグビー選手。

## プロフィール
- ニュージーランド・オークランド出身[1]。
- ポジションはスタンドオフ(SO)、フルバック(FB)。
- 身長 180 cm、体重 92 kg
- 父のエリシは元ラグビー選手(元トンガ代表)でいとこのマコとビリーもラグビー選手(共にイングランド代表)[2]。
- U20イングランド代表に選ばれたことがある[3]。

## 略歴
ハロウスクール卒業後、サラセンズ、アンプティルRUFCを経て、2024年、三重ホンダヒートに加入。同年12月21日に行われたJAPAN RUGBY LEAGUE ONE第1節カンファレンスBブラックラムズ東京戦にて先発出場でリーグワン公式戦初出場を果たした。